# Veikkausliiga 1998
Die Veikkausliiga 1998 war die neunte Spielzeit der höchsten finnischen Spielklasse im Fußball der Männer unter diesem Namen sowie die 68. Saison seit deren Einführung im Jahre 1930.
Der FC Haka aus Valkeakoski holte sich die Meisterschaft. Der Aufsteiger aus der zweiten Liga und amtierender Pokalsieger hatte nach dem letzten Spieltag drei Punkte Vorsprung auf den Vaasan PS, der zum zweiten Mal in Folge die Vizemeisterschaft gewann. Nach 1960, 1962, 1965, 1977 und 1995 war es die sechste finnische Meisterschaft für die Mannschaft aus Pirkanmaa.
Im Finale des finnischen Fußballpokals gewann Vorjahresmeister HJK Helsinki mit 3:2 über den Stadtrivalen PK-35 Helsinki. Im Helsinkier Olympiastadion sahen rund 5.000 Zuschauer diese Partie.
HJK Helsinki konnte auch den finnischen Ligapokal für sich entscheiden. Gegen FF Jaro ging es nach einem 1:1 nach der regulären Spielzeit und der Verlängerung ins Elfmeterschießen. In diesem hatte HJK mit 7:6 die Nase vorn und holte sich bei der fünften Finalteilnahme zum vierten Mal den Ligacup.

## Modus
Zehn Mannschaften spielten um die finnische Meisterschaft. Ausgespielt wurde diese in einer Dreifachrunde, womit jede Mannschaft auf 27 Spiele kam. Der Tabellenletzte stieg direkt ab, der Vorletzte musste in die Relegation.

## Teilnehmende Mannschaften
| Verein                | Stadt        | Stadion                         | Kapazität |
| --------------------- | ------------ | ------------------------------- | --------- |
| FC Jazz Pori          | Pori         | Stadion Pori                    | 12.300    |
| FF Jaro               | Jakobstad    | Jakobstads Centralplan          | 04.600    |
| FinnPa Helsinki       | Helsinki     | Olympiastadion Helsinki         | 39.784    |
| Haka Valkeakoski      | Valkeakoski  | Tehtaan kenttä                  | 06.400    |
| HJK Helsinki          | Helsinki     | Olympiastadion Helsinki         | 39.784    |
| Myllykosken Pallo -47 | Anjalankoski | Anjalankosken jalkapallostadion | 04.167    |
| Rovaniemi PS          | Rovaniemi    | Rovaniemen keskuskenttä         | 02.800    |
| PK-35 Helsinki        | Helsinki     | Puotilan tekonurmi              | 04.000    |
| Turku PS              | Turku        | Veritas-Stadion                 | 09.000    |
| Vaasan PS             | Vaasa        | Hietalahti Stadion              | 04.600    |

## Abschlusstabelle
| Pl. | Verein                  | Sp. | S  | U  | N  | Tore    | Diff. | Punkte |
| --- | ----------------------- | --- | -- | -- | -- | ------- | ----- | ------ |
| 1.  | Haka Valkeakoski (N, P) | 27  | 13 | 9  | 5  | 046:310 | +15   | 48     |
| 2.  | Vaasan PS               | 27  | 12 | 9  | 6  | 042:270 | +15   | 45     |
| 3.  | PK-35 Helsinki (N)      | 27  | 11 | 11 | 5  | 023:420 | −19   | 44     |
| 4.  | HJK Helsinki (M)        | 27  | 9  | 11 | 7  | 033:310 | +2    | 38     |
| 5.  | FC Jazz Pori            | 27  | 9  | 8  | 10 | 037:360 | +1    | 35     |
| 6.  | Turku PS                | 27  | 8  | 10 | 9  | 025:310 | −6    | 34     |
| 7.  | Myllykosken Pallo -47   | 27  | 8  | 8  | 11 | 035:390 | −4    | 32     |
| 8.  | Rovaniemi PS            | 27  | 6  | 14 | 7  | 027:310 | −4    | 32     |
| 9.  | FinnPa Helsinki         | 27  | 5  | 11 | 11 | 037:430 | −6    | 26     |
| 10. | FF Jaro                 | 27  | 4  | 9  | 14 | 025:500 | −25   | 21     |

Platzierungskriterien: 1. Punkte – 2. Tordifferenz – 3. geschossene Tore

| (M) | amtierender Meister     |
| (P) | amtierender Pokalsieger |
| (N) | Neuaufsteiger           |

## Kreuztabelle
| Spieltage 1–18        | Haka Valkeakoski | Vaasan PS | PK-35 Helsinki | HJK Helsinki | FC Jazz Pori | Turku PS | Myllykosken Pallo -47 | Rovaniemi PS | FinnPa Helsinki | FF Jaro |
| --------------------- | ---------------- | --------- | -------------- | ------------ | ------------ | -------- | --------------------- | ------------ | --------------- | ------- |
| Haka Valkeakoski      |                  | 2:1       | 0:0            | 2:2          | 2:3          | 1:0      | 2:1                   | 4:2          | 1:1             | 1:1     |
| Vaasan PS             | 3:0              |           | 2:1            | 1:1          | 4:0          | 0:2      | 3:2                   | 0:2          | 3:1             | 3:0     |
| PK-35 Helsinki        | 5:1              | 1:1       |                | 0:1          | 2:2          | 3:1      | 2:0                   | 1:1          | 1:0             | 1:0     |
| HJK Helsinki          | 1:1              | 1:1       | 0:0            |              | 1:0          | 1:2      | 1:1                   | 2:0          | 2:4             | 1:1     |
| FC Jazz Pori          | 0:4              | 0:1       | 1:1            | 2:1          |              | 0:0      | 1:2                   | 2:1          | 5:1             | 0:0     |
| Turku PS              | 1:2              | 1:2       | 1:1            | 1:1          | 1:1          |          | 2:2                   | 0:0          | 1:0             | 3:0     |
| Myllykosken Pallo -47 | 0:0              | 0:3       | 0:2            | 1:1          | 1:0          | 0:1      |                       | 2:2          | 3:0             | 2:0     |
| Rovaniemi PS          | 1:1              | 2:1       | 1:1            | 0:1          | 1:1          | 2:0      | 0:2                   |              | 1:1             | 0:1     |
| FinnPa Helsinki       | 1:3              | 2:2       | 0:0            | 1:2          | 4:2          | 1:1      | 2:2                   | 1:2          |                 | 6:2     |
| FF Jaro               | 0:4              | 0:1       | 0:3            | 0:1          | 1:0          | 5:0      | 4:3                   | 1:1          | 0:0             |         |

| Spieltage 19–27       | Haka Valkeakoski | Vaasan PS | PK-35 Helsinki | HJK Helsinki | FC Jazz Pori | Turku PS | Myllykosken Pallo -47 | Rovaniemi PS | FinnPa Helsinki | FF Jaro |
| --------------------- | ---------------- | --------- | -------------- | ------------ | ------------ | -------- | --------------------- | ------------ | --------------- | ------- |
| Haka Valkeakoski      |                  | –         | 3:1            | –            | 3:2          | 0:1      | 4:0                   | 0:0          | –               | –       |
| Vaasan PS             | 1:0              |           | –              | –            | 0:0          | 0:0      | 2:4                   | 4:0          | –               | –       |
| PK-35 Helsinki        | –                | 1:1       |                | 1:1          | –            | –        | 1:0                   | –            | 1:0             | 2:1     |
| HJK Helsinki          | 0:1              | 3:1       | –              |              | –            | –        | 0:0                   | 0:2          | –               | 4:2     |
| FC Jazz Pori          | –                | –         | 4:1            | 2:1          |              | –        | –                     | –            | 1:0             | 5:1     |
| Turku PS              | –                | –         | 0:2            | 0:1          | 1:0          |          | 1:0                   | –            | –               | 1:1     |
| Myllykosken Pallo -47 | –                | –         | –              | –            | 1:3          | –        |                       | 1:1          | 2:1             | 3:0     |
| Rovaniemi PS          | –                | –         | 2:1            | –            | 0:0          | 3:3      | –                     |              | 0:0             | –       |
| FinnPa Helsinki       | 2:2              | 0:0       | –              | 4:2          | –            | 2:0      | –                     | –            |                 | –       |
| FF Jaro               | 1:2              | 1:1       | –              | –            | –            | –        | –                     | 0:0          | 2:2             |         |

## Relegation
|                        | Gesamt    |                 | Hinspiel | Rückspiel |
| ---------------------- | --------- | --------------- | -------- | --------- |
| Tampereen Pallo-Veikot | (a)3:3(a) | FinnPa Helsinki | 1:1      | 2:2       |

FinnPa stieg aufgrund der Auswärtstorregel ab, Tampereen PV auf.

## Torschützenliste
| Pl. | Nat.     | Spieler           | Verein           | Tore |
| --- | -------- | ----------------- | ---------------- | ---- |
| 1   | Finnland | Matti Hiukka      | Rovaniemi PS     | 11   |
| 2   | Russland | Oleg Iwanow       | Haka Valkeakoski | 10   |
|     | Russland | Waleri Popowitsch | Haka Valkeakoski | 10   |
| 4   | Turkei   | Şükrü Uzuner      | FinnPa Helsinki  | 09   |
|     | Finnland | Kalle Lehtinen    | PK-35 Helsinki   | 09   |

## Internationales Abschneiden 1998/99
Während der Veikkausliiga-Saison 1998 waren fünf finnische Mannschaften bei internationalen Wettbewerben im Einsatz, die sich nach der Veikkausliiga-Saison 1997 dafür qualifiziert hatten:
| Wettbewerb                    | Runde          | Gegner                                              | Hin         | Rück        | Gesamt     |
| ----------------------------- | -------------- | --------------------------------------------------- | ----------- | ----------- | ---------- |
| Meister HJK Helsinki:         |                |                                                     |             |             |            |
| UEFA Champions League         | 1. Qual.-Runde | FC Jerewan                                          | 2:0         | 3:0         | 5:0        |
| UEFA Champions League         | 2. Qual.-Runde | FC Metz                                             | 1:0         | 1:1         | 2:1        |
| UEFA Champions League         | Gruppenphase   | PSV Eindhoven 1. FC Kaiserslautern Benfica Lissabon | 1:2 0:0 2:0 | 1:3 2:5 2:2 | 4. (von 4) |
| Vizemeister Vaasan PS:        |                |                                                     |             |             |            |
| UEFA-Pokal                    | 1. Qual.-Runde | HB Tórshavn                                         | 0:2         | 4:0         | 4:2        |
| UEFA-Pokal                    | 2. Qual.-Runde | Grazer AK                                           | 0:0         | 0:3         | 0:3        |
| Dritter FinnPa Helsinki:      |                |                                                     |             |             |            |
| UEFA-Pokal                    | 1. Qual.-Runde | Hapoel Tel Aviv                                     | 1:3         | 1:3         | 2:6        |
| Vierter Turku PS:             |                |                                                     |             |             |            |
| UEFA Intertoto Cup            | 1. Runde       | FC Sion                                             | 0:1         | 3:2         | 3:3        |
| UEFA Intertoto Cup            | 2. Runde       | Schinnik Jaroslawl                                  | 0:2         | 2:3         | 2:5        |
| Pokalsieger Haka Valkeakoski: |                |                                                     |             |             |            |
| Europapokal der Pokalsieger   | Qualifikation  | Bangor City                                         | 2:0         | 1:0         | 3:0        |
| Europapokal der Pokalsieger   | 1. Runde       | Panionios Athen                                     | 0:2         | 1:3         | 1:5        |

## Internationales Abschneiden 1999/00
Vier Vereine qualifizierten sich nach der Veikkausliiga-Saison 1998 für internationale Wettbewerbe in der Saison 1999/00:
| Wettbewerb                                            | Runde          | Gegner            | Hin | Rück | Gesamt |
| ----------------------------------------------------- | -------------- | ----------------- | --- | ---- | ------ |
| Meister FC Haka Valkeakoski:                          |                |                   |     |      |        |
| UEFA Champions League                                 | 1. Qual.-Runde | HB Tórshavn       | 1:1 | 6:0  | 7:1    |
| UEFA Champions League                                 | 2. Qual.-Runde | Glasgow Rangers   | 1:4 | 0:3  | 1:7    |
| Vizemeister Vaasan PS:                                |                |                   |     |      |        |
| UEFA-Pokal                                            | Qualifikation  | FC St. Johnstone  | 1:1 | 0:2  | 1:3    |
| Pokalsieger HJK Helsinki:                             |                |                   |     |      |        |
| UEFA-Pokal                                            | Qualifikation  | FC Schirak Gjumri | 2:0 | 0:1  | 2:1    |
| UEFA-Pokal                                            | 1. Runde       | Olympique Lyon    | 0:1 | 1:5  | 1:6    |
| Dritter FC Jokerit Helsinki (vormals PK-35 Helsinki): |                |                   |     |      |        |
| UEFA Intertoto Cup                                    | 1. Runde       | JK Trans Narva    | 3:0 | 4:1  | 7:1    |
| UEFA Intertoto Cup                                    | 2. Runde       | FC Floriana       | 2:1 | 1:1  | 3:2    |
| UEFA Intertoto Cup                                    | 3. Runde       | West Ham United   | 0:1 | 1:1  | 1:2    |